# Posiołok sowchoza «Archangielskij»
Posiołok sowchoza «Archangielskij» (ros. Посёлок совхоза «Архангельский») – osiedle w Rosji, w obwodzie moskiewskim, w rejonie naro-fomińskim. W 2010 liczyło 1210 mieszkańców.